# Filière verte
 (octobre 2020).
Si vous disposez d'ouvrages ou d'articles de référence ou si vous connaissez des sites web de qualité traitant du thème abordé ici, merci de compléter l'article en donnant les références utiles à sa vérifiabilité et en les liant à la section « Notes et références ».
Dans le domaine dit de l'économie verte, la notion de « filière verte » désigne plus spécifiquement certaines filières (de métiers de production ou service), impliquées dans la production « durable » de produits limitant leurs impacts sur l'environnement, de la source (biomasse primaire ou ressource minérale (eau, minéraux...), à l'usager final ou à la fin de vie de l'objet, en passant par les phases de transport et de transformation.

## Typologies et exemples de filières dites vertes
- Métiers de traitement et d'épuration de l'eau
- Génie écologique, gestion restauratoire de l'environnement
- Écologie urbaine, HQE
- Gestion durable des forêts
- Écocertification, écosociocertification

Ces domaines, souvent en plein développement, s'appuient sur des métiers et donc des formations spécifiques.

## Poids et potentiel économiques des filières vertes
Chiffre d’affaires de la filière forêt-bois en France : 23,1 milliards d’euros[réf. nécessaire].

## Enjeux sociaux environnementaux
Les enjeux souvent cités sont :
- une contribution à de nouveaux modèles de développement (croissance verte, modèles alternatifs ou « décroissance conviviale » selon les cas), répondant aux défis du dérèglement climatique et de la crise de la biodiversité ;
- une contribution aux protection, bonne gestion, voire restauration, de ressource renouvelable ;
- la possibilité de restaurer des puits de carbone, par exemple via la forêt, l'agrosylviculture, la restauration de tourbières et prairies naturelles, l'humus, etc., qui sont des moyens d'absorber une partie du dioxyde de carbone (principal gaz à effet de serre responsable du changement climatique), excédentaire dans notre atmosphère. Une tonne de bois stocke en moyenne une tonne de CO2. Des approches similaires peuvent concerner la mer avec les récifs artificiels ou l'exploitation d'algues ou d'énergies marines ;
- le développement de la haute qualité environnementale.

## Traçabilité
La traçabilité des chaînes logistiques concernées par ces nouvelles filières est l'un des enjeux de crédibilité des labels, d'efficience économique et de développement de la qualité.

## Freins, limites et critiques
Parmi les critiques fréquentes figurent celle de l'écoblanchiment (« verdissage ») ; et du poids des lobbies industriels classiques, des lobbies des énergies carbonées ou nucléaire sur la constitution de ces filières. Un des freins est le caractère concurrentiel de marchés visant d'abord le bénéfice à court terme, qui défavorise les filières basées sur des investissements plus rentables mais à plus longs termes.

## En France
En octobre 2009, le Commissariat Général au développement durable (CGDD) publie un rapport sur les « filières industrielles stratégiques de la croissance verte ». Ce rapport rendu en septembre par ses auteurs, considéré comme « document de concertation », analyse les atouts et faiblesses de 17 (puis 18) filières choisies par le CGDD et il propose des objectifs à moyen et à long termes pour chacune :
- valorisation énergétique de la biomasse ;
- valorisation de la biomasse en tant que matériaux ;
- valorisation de la biomasse en tant que agrocarburants ou biocarburants ou via la chimie verte ;
- recyclage des déchets à haute valeur ajoutée ;
- éolien ;
- énergies marines ;
- géothermie ;
- captage et stockage de CO2 ;
- énergie photovoltaïque ;
- véhicules électriques ;
- stockage d'énergie ou batteries ;
- métrologie et instrumentation au service de l'environnement ;
- efficience des procédés industriels ;
- logistique et gestion des flux ;
- réseaux énergétiques intelligents (smart grids) ;
- efficacité énergétique dans le bâtiment.

Selon Mme Papalardo, 400 retours[Quoi ?] sont reçus entre octobre 2009 et mars 2010. Une version définitive devrait en être publiée en mars 2010, permettant la rédaction de feuilles de route et de plans d'action visant à la fois l'offre et la demande « et qui influeront à terme sur la réglementation ».
Six filières sont jugées prioritaires par les auteurs du rapport :
- les véhicules décarbonés ;
- les énergies marines ;
- les agrocarburants de seconde et troisième générations ;
- l'éolien en mer ;
- l'efficacité énergétique du bâtiment ;
- les captage et stockage de CO2 (comprenant les puits de carbone naturels et la séquestration géologique du dioxyde de carbone).

D'autres filières sont jugées porteuses, à condition d'être mieux organisées :
- les batteries embarquées ;
- la chimie verte ;
- la biomasse de matériaux. Pour mieux organiser cette filière, devaient être lancés en 2016 une stratégie nationale de mobilisation de la biomasse et des schémas régionaux « biomasse », en application de la Loi sur la transition énergétique du 17 août 2015[3] ;
- le photovoltaïque ;
- les réseaux énergétiques intelligents ci-avant.

Quatre filières nécessitent de gagner en maturité :
- les applications satellitaires en métrologie ;
- le recyclage des déchets à haute valeur ajoutée ;
- la géothermie profonde ;
- la biomasse énergie.

Avec Valérie Létard, le ministre chargé de l'Écologie présente le 28 janvier 2010 un plan de mobilisation des filières et des territoires pour faire des emplois verts un levier de croissance économique et sociale dans le cadre d'un Pacte de solidarité écologique s'appuyant sur le "Grenelle de l’environnement", en faisant participer 11 millions de Français à une « croissance verte ».